# Ohrspeicheldrüse

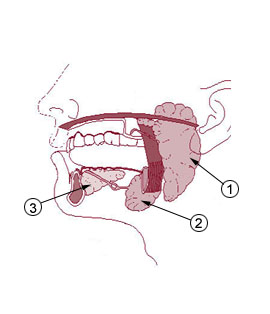
Speicheldrüsen:
1 Glandula parotidea
2 Glandula submandibularis
3 Glandula sublingualis

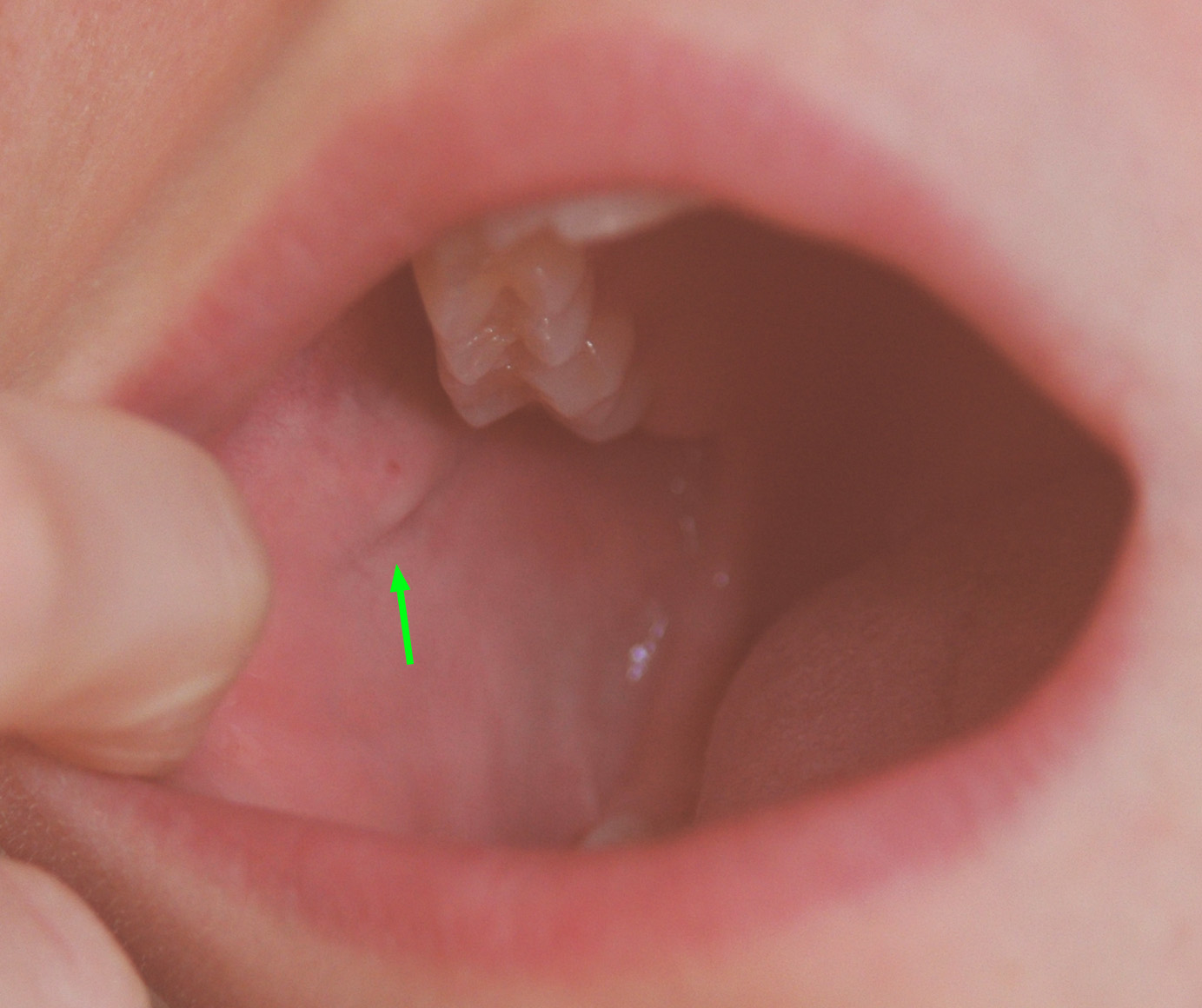
Ausführungsöffnung der Ohrspeicheldrüse: Papilla parotidea

Die Ohrspeicheldrüse (lateinisch Glandula parotidea, auch Glandula parotis oder kurz Parotis) ist bei höheren Wirbeltieren die größte Speicheldrüse im Kiefer-Mund-Bereich. Sie unterscheidet sich von den anderen Mundspeicheldrüsen durch ihre Größe, Lage sowie die Zusammensetzung des Speichels, den sie produziert.

## Lage und Größe
Beim Menschen liegt die Drüse zu beiden Seiten des Gesichts vor und unter dem Ohr. Sie reicht vom Jochbogen bis zum Kieferwinkel herunter. Sie hat eine flache, dreieckförmige Gestalt und ein Gewicht von 20–30 Gramm. Sie ist von einer Bindegewebskapsel (Faszie) umgeben, auch Parotisloge oder Fascia parotidea genannt. Im Inneren ist sie durch Bindegewebe in Läppchen geteilt. Die dort liegenden Drüsenzellen produzieren einen Primärspeichel, der sich auf dem Weg durch das ableitende System in seiner Zusammensetzung ändert. Ihr Ausführungsgang (Ductus parotideus, der 1660 von Niels Stensen entdeckte Stenon-Gang) läuft entlang der Kaumuskulatur (Musculus masseter) und dringt durch den Backenmuskel (Musculus buccinator) und die Backenschleimhaut hindurch. Die Endung des Ausführungsganges (Papilla parotidea) in der Mundhöhle ist gegenüber dem ersten bis zweiten oberen Backenzahn als kleiner dunkler Punkt zu erkennen.
In der Parotis befindet sich der sogenannte Plexus parotideus, der aus Fasern des Nervus facialis (VII. Hirnnerv) besteht. Die den Plexus parotideus verlassenden Fasern sind unter anderem für die Steuerung der mimischen Muskulatur im Gesicht zuständig. Außerdem läuft durch die Parotis der Nervus auriculotemporalis, ein sensibler Nerv, der aus dem hinteren Stamm des Nervus mandibularis kommt, welcher wiederum aus dem Nervus trigeminus kommt. Der Nervus auriculotemporalis gibt einige mit sich führende parasympathische Fasern zur Parotis ab (parasympathische Innervation durch Nervus glossopharyngeus (IX) → „Jacobson-Anastomose“).
Durch die Parotis verläuft außerdem die Arteria carotis externa, die sich in diesem Bereich in ihre Endäste, die Arteria maxillaris und Arteria temporalis superficialis aufteilt. Die Parotis wird vom Ramus parotideus der Arteria auricularis posterior versorgt. Der Blutabfluss erfolgt über die Venae parotideae, welche in die Vena retromandibularis und schließlich in die Vena jugularis interna münden.
Der Lymphabfluss erfolgt über die Parotislymphknoten.

## Zusammensetzung des Parotisspeichels
Die Ohrspeicheldrüse gehört zu den rein serösen Drüsen. Das bedeutet, der von ihr produzierte Speichel ist rein flüssig (wässrig) ohne schleimigen (mukösen) Zusatz. Daher ist der Speichel der Parotis dünnflüssig, leicht alkalisch und reich an Proteinen und Enzymen, vor allem an Amylase. Dieses Enzym dient der Zersetzung von Kohlenhydraten. Außerdem enthält der Speichel der Parotis Immunglobuline, die der immunologischen Abwehr im Munde dienen.

## Untersuchungsmöglichkeiten der Parotis
- Palpation des Organs und des Ausführungsganges
- Ultraschall
- Biopsie aus dem Organ
- Gangdarstellung mit Röntgenkontrastmittel als Sialografie
- Computertomografie
- MRT